# Mitropapokal 1964
Der Mitropapokal 1964 war die 24. Auflage des Fußballwettbewerbs. Spartak Prag Sokolovo gewann das in Hin- und Rückspiel ausgetragene Finale gegen Slovan Bratislava.

## Viertelfinale
|                       | Gesamt |                   | Hinspiel | Rückspiel |
| --------------------- | ------ | ----------------- | -------- | --------- |
| Spartak Prag Sokolovo | 4:2    | MTK Budapest      | 1:1      | 3:1       |
| Željezničar Sarajevo  | 2:4    | Slovan Bratislava | 2:1      | 0:3       |
| Vasas SC              | 4:2    | Linzer ASK        | 3:1      | 1:1       |
| FC Bologna            | 3:2    | OFK Belgrad       | 1:0      | 2:2       |

## Halbfinale
|                   | Gesamt |                       | Hinspiel | Rückspiel |
| ----------------- | ------ | --------------------- | -------- | --------- |
| Slovan Bratislava | 3:1    | Vasas SC              | 1:1      | 2:0       |
| FC Bologna        | 2:5    | Spartak Prag Sokolovo | 2:2      | 0:3       |

## Finale
|                   | Gesamt |                       | Hinspiel | Rückspiel |
| ----------------- | ------ | --------------------- | -------- | --------- |
| Slovan Bratislava | 0:2    | Spartak Prag Sokolovo | 0:0      | 0:2       |